# Институт пути (станция)
Институт пути — станция закрытой ветки Бескудниково — Лосиноостровская (впоследствии Бескудниково — Институт пути), располагавшаяся неподалёку от современной станции метро «Свиблово».
Имелось деревянное здание станционного вокзала, просуществовавщее примерно с 1948–50-х годов до начала 1990-х годов (когда в связи с закрытием железнодорожной ветки и вокзала прекратило своё существование). Сохранились и фотографии вокзала: [фото 1], [фото 2].
Входной светофор станции Институт пути располагался сразу за платформой Отрадное. Уже на территории станции ветка пересекала по мосту Яузу, за рекой начиналось путевое развитие. На станции было не менее четырёх путей. Пассажирская платформа была островной, и оба пути у неё были электрифицированы (это было единственное место на ветке, где использовалось два электрифицированных пути). Имеется фотография 1978 западной горловины станции с вокзалом, а также фотография платформы. На север от станции отходила грузовая ветка в Ватутино (т. н. Ватутинская ветка). За станцией располагался переезд через Кольскую улицу.
Название станции связано с располагающимся рядом Научно-исследовательским институтом транспортного строительства и образовавшегося вокруг него посёлка Института пути.